# 린나이코리아
1974년 1월 설립한 린나이는 창립 초기 내수 시장 제한 발목에 묶여 어려움을 겪었으나 내수시장 개방에 맞춰 정부의 가스 연료화 정책이 시행되면서 활황을 맞이했다. 1976년도에는 1공장을 증축하며 사세를 확장해 나갔고 80년대에 이르러서는 연 40%의 매출신장을 기록하면서 가스레인지 분야 M/S 50% 달성이라는 괄목할 만한 성과를 거두기도 했다. 거기서 멈추지 않고 1986년 가스보일러 사업에 본격적으로 진출한 린나이는 체계화된 서비스와 우수한 기술력으로 업계를 선도해 나갔다. 2017년에는 업계 최초로 가스레인지 친환경 인증을 획득하였고, 2020년 친환경 보일러가 법제화 되기 이전인 2018년부터 친환경 인증을 받은 저녹스 보일러를 출시하며 친환경에 대한 지속적인 투자와 개발을 계속적으로 시행하고 있다. 린나이는 1974년 국내최초로 가스레인지 국산화를 통해 주방문화의 혁신을 이끌었으며 1983년 국내 최초 가스성화대 제작, 1997년 국내 최초 적층형 열교환기 개발, 2003년 세계최초 인터넷제어 보일러 개발, 2011년 국내최초 스마트 보일러 출시, 2017년 업계최초 가스레인지 친환경 인증 획득 등 끊임없는 도전과 혁신의 시기를 거쳐왔다. 린나이는 1974년 창립 이후 다양한 사회공헌 활동을 꾸준하게 해오고 있다. 특히 2020년부터 시작되어 온 <온세상으로 갑니다>캠페인을 통해 사회 취약계층과 저소득층, 복지 사각지대에 놓인 사람들을 직접 찾아 지원을 진행하고 있다. 린나이의 사회공헌 활동은 2023년 상반기만 해도 전국 6개 시도 지역을 대상으로 관공서, 공공기관, NGO단체와 함께 16건의 협약식을 진행하기도 했다. 친환경적 행보도 눈에 띈다. 1974년 석유, 연탄문화에서 조금 더 친환경적인 주방의 가스사용을 선도해 온 린나이는 2017년에는 업계 최초로 가스레인지 친환경 인증을 획득하여 현재까지도 유일하게 친환경 인증을 유지하고 있고, 2020년 친환경 보일러가 법제화 되기 이전인 2018년부터 친환경 인증을 받은 저녹스 콘덴싱 보일러를 출시하며 친환경 정책에 대한 선구적인 역할을 수행하고 있다.

## 본점 및 지점 현황
- 본점 : 인천광역시 부평구 백범로577번길 48 (십정동)
- 제1공장 : 인천광역시 서구 가좌로29번길 38 (가좌동)
- 제3공장 : 인천광역시 서구 가좌로12번길 39 (가좌동)
- 대구지점 : 대구광역시 동구 동대구로 447, 1층 (신천동)
- 서울지점 : 서울특별시 영등포구 국회대로 612, 18층 (당산동3가, 코레일유통사옥)
- 부산지점 : 부산광역시 동구 중앙대로 538, 6층 (범일동, 신성빌딩)
- 광주지점 : 광주광역시 북구 금남로 80, 1층 (유동)
- 대전지점 : 대전광역시 동구 한밭대로 1307, 8층 (용전동, 우성빌딩)